# أندري ويس
أندري ويس هو أستاذ علم المتحجرات في جامعة كاليفورنيا في سانتا باربرا. وهو معروف لإسهاماته في مجال التطور، خاصة في الثدييات الصغيرة في أمريكا الجنوبية وأفريقيا.

## وصلات خارجية
- أندري ويس الصفحة الرئيسية في جامعة كاليفورنيا